# St George’s, Bloomsbury

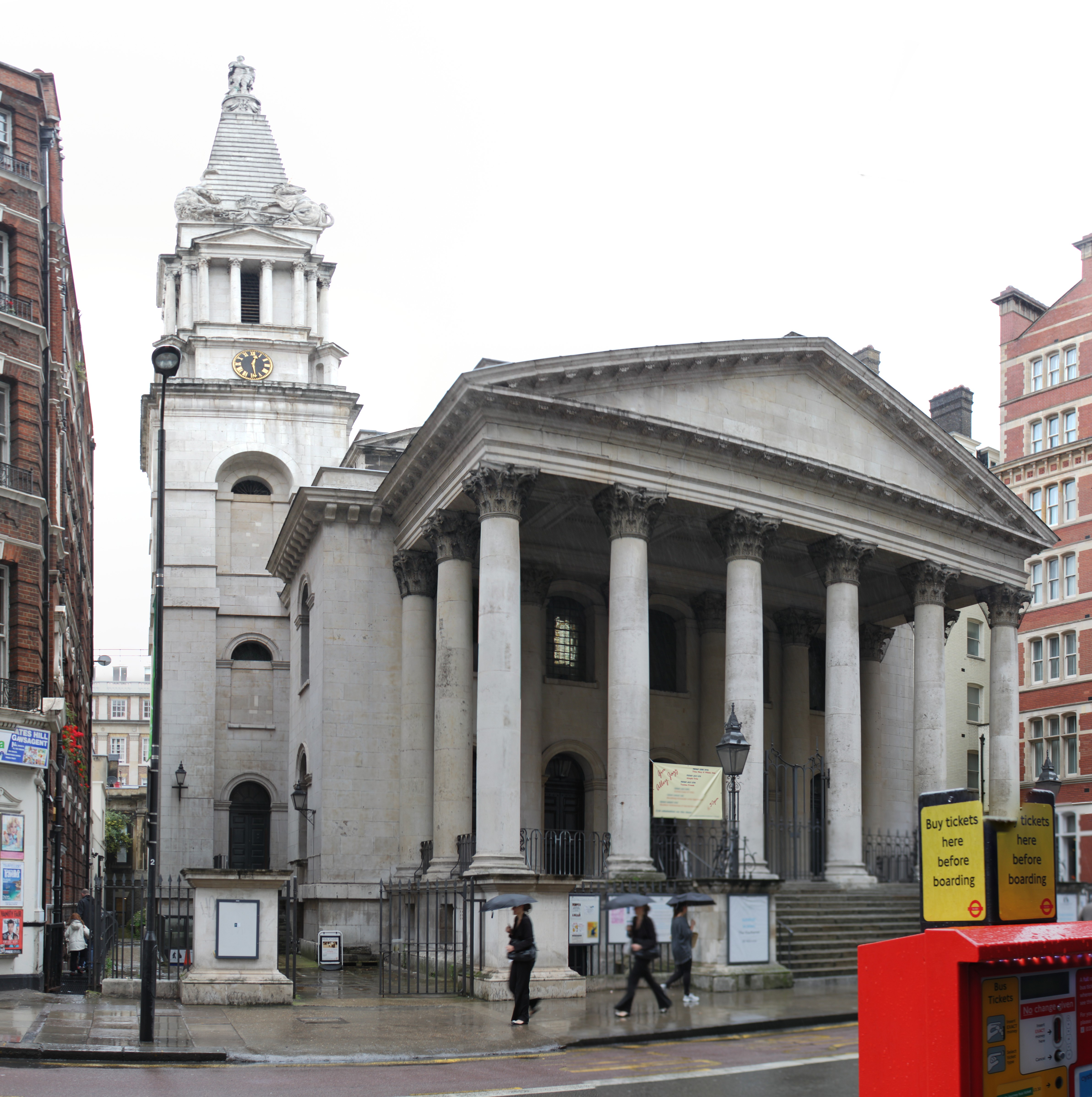
Saint George’s, Bloomsbury

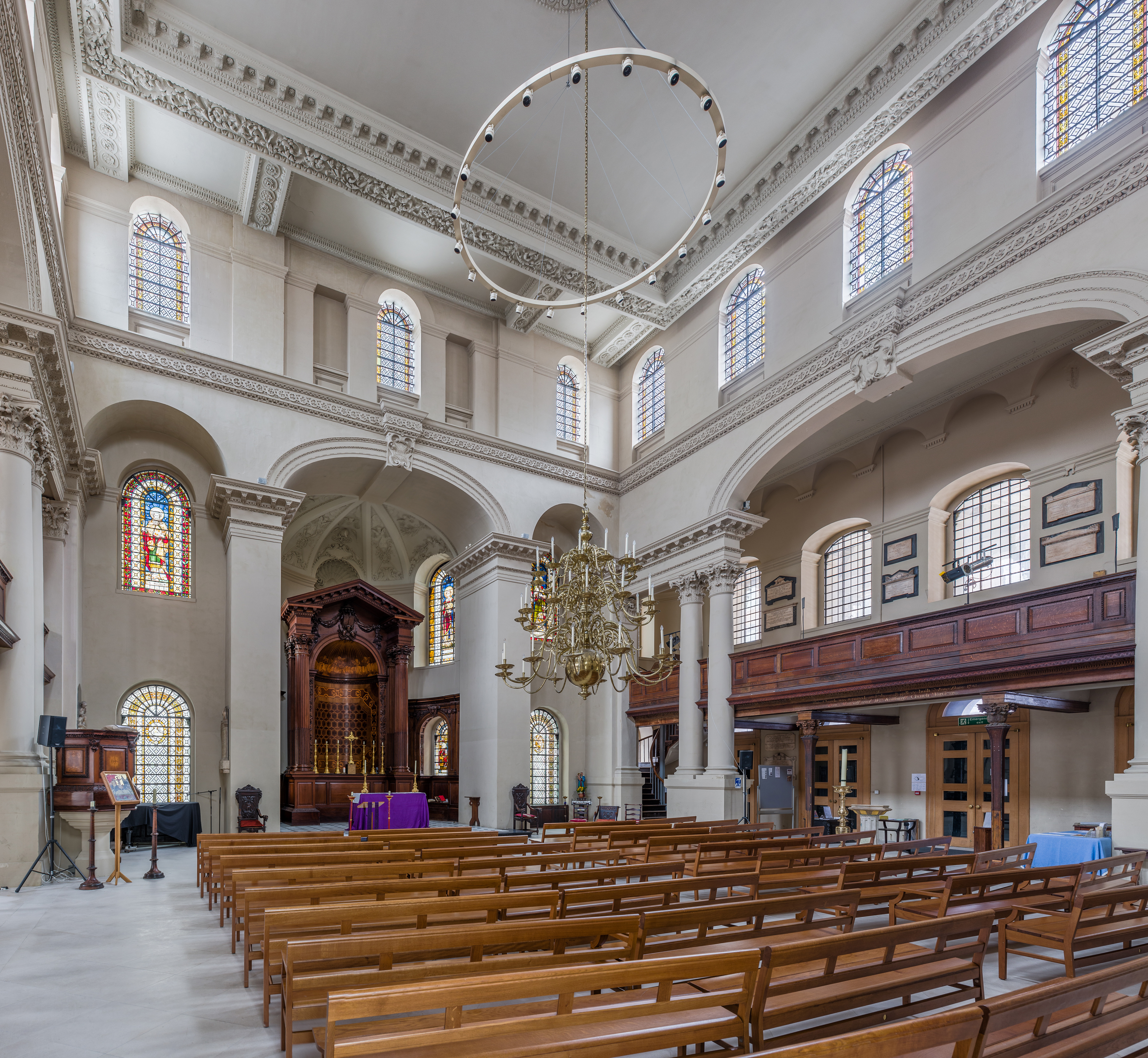
Innenansicht

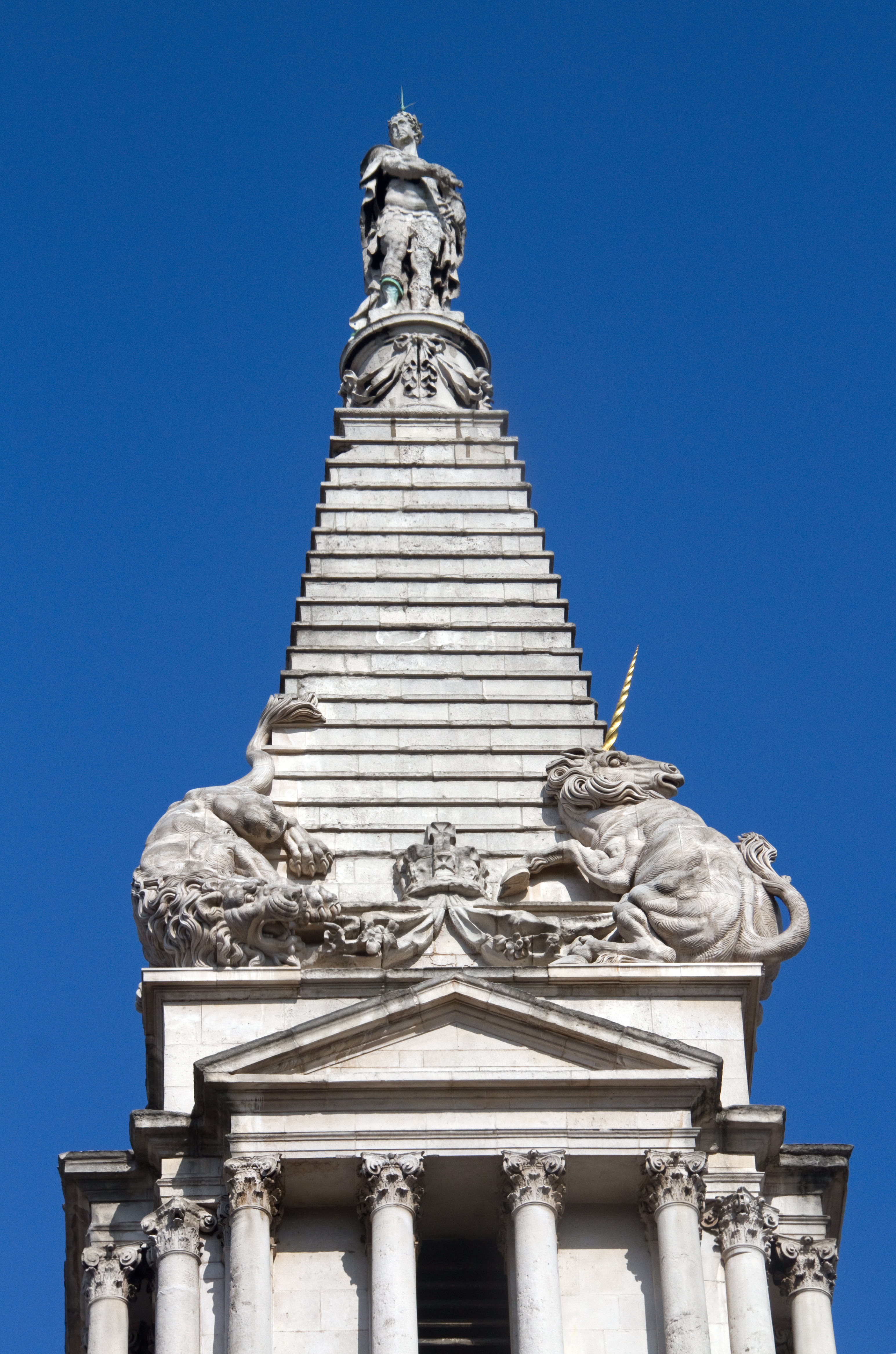
Turmbekrönung

St George’s, Bloomsbury ist eine anglikanische Kirche im Londoner Stadtteil Bloomsbury.
Die Gründung der Kirche Saint George’s, Bloomsbury im Londoner Stadtteil Holborn erfolgte im Rahmen eines 1711 vom britischen Parlament verabschiedeten ehrgeizigen Kirchenbauprogramms, durch das im Stadtgebiet von London Fünfzig Neue Kirchen errichtet werden sollten, von denen tatsächlich aber nur zwölf verwirklicht wurden. Erbaut wurde die Kirche 1716 bis 1730 durch den Architekten Nicholas Hawksmoor im Stil des englischen Barockklassizismus unter Einschluss von palladianischen Elemente. Unter den Kirchenbauten von Hawksmoor gilt St George als sein komplexestes Bauwerk.
Die Entwurfsprobleme resultierten aus der vorgegebenen engen Grundstückssituation, wobei die von John Vanbrugh in seinem Entwurf vorgeschlagene Nordausrichtung der Kirche seitens der Kommission mit Verweis auf die geforderte liturgische Ostung abgelehnt wurde. Mit der weiteren Planung wurde Hawksmoor beauftragt, der eine Quersaalkirche – im Erstentwurf mit exedraartigen Anbauten – in Vorschlag brachte. Der südseitig vorspringende Portikus mit sechs korinthischen Säulen, wie er gleichzeitig auch bei Saint George’s, Hanover Square von John James und St Martin-in-the-Fields von James Gibbs vorkommt, wurde während des 18. Jahrhunderts zu einem Standardelement im englischen wie amerikanischen Kirchenbau. Der westseitig stehende Kirchturm, dessen gestufter Helmaufbau das Mausoleum von Halikarnassos nachbildet, wird von der Statue des Förderers der Kirche, des britischen Königs Georg I. von Hannover, bekrönt.
Der Kirchenraum besteht aus einem zentralen Quadrat, dem nord- und südseitig durch Säulenstellungen ausgegrenzte Anräume angefügt sind, so dass sich ein Raumeindruck wie in den zentralen Hallen von Castle Howard und Blenheim Palace ergibt. Durch seine Umorientierung nach Norden erfuhr der Raum 1781 eine entschiedene Umgestaltung, indem die nördliche Empore zugunsten des hierhin verlegten Altarhauses beseitigt wurde.